# Nicolas Hulot

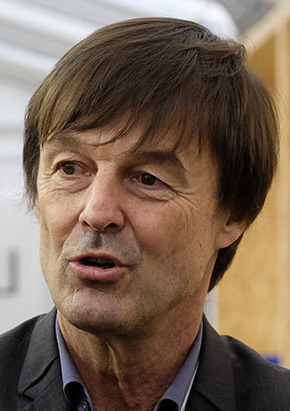
Nicolas Hulot in 2015

Nicolas Hulot (Rijsel, 30 april 1955) is een Frans schrijver en presentator, maar vooral bekend als  milieuactivist. Hij was van mei 2017 tot augustus 2018 tevens minister van Ecologie in de regering van Édouard Philippe.
Hulot begon zijn carrière als persfotograaf. Hij presenteerde vanaf 1987 het televisieprogramma Ushuaïa. Toen de nadruk van zijn programma op de ecologie kwam te liggen, werd hij bij het grote publiek bekend als voorvechter van natuurbescherming. Hij richtte in 1990 de Fondation Ushuaïa op; sinds 1995 Fondation Nicolas Hulot genaamd.
Jacques Chirac vroeg hem in 2002 om minister van Ecologie te worden, maar Hulot wees dit af. Hulot was in 2012 presidentskandidaat en werd na de verkiezingen door president François Hollande benoemd tot zaakgelastigde voor het beschermen van de planeet, een onbetaalde functie. Hij verliet deze post in januari 2016. Hulot sloot niet uit dat hij zich kandidaat zou stellen voor de presidentsverkiezingen van 2017, maar zag daar in juli 2016 van af.
Hij werd op 17 mei 2017 door president Emmanuel Macron benoemd tot minister van Ecologie in de regering van Édouard Philippe, maar nam op 28 augustus 2018 ontslag. De reden daarvoor was dat de resultaten van de ecologische transitie die hij nastreefde uitbleven wegens het te beperkte budget dat hem ter beschikking was gesteld.

## Trivia
- Zijn grootvader van vaderskant was architect en woonde in hetzelfde appartementencomplex als Jacques Tati, die zijn personage Monsieur Hulot uit Les Vacances de monsieur Hulot (1953) op hem zou hebben gebaseerd.
- In Le Plus Grand Français de tous les temps (2005) eindigde Hulot op de 60e plaats.

- Bibliothèque nationale de France: cb11908011f (data)
- CiNii: DA19116543
- Gemeinsame Normdatei: 132258293
- International Standard Name Identifier: 0000 0001 2134 0002
- Library of Congress Control Number: n79148749
- Nationale Bibliotheek van Tsjechië: xx0178980
- Nederlandse Thesaurus van Auteursnamen: 398827222
- PIC: 389060
- Réseau des bibliothèques de Suisse occidentale: 02-A003389690
- SNAC: w6nk3n5t
- Système universitaire de documentation: 026928108
- Virtual International Authority File: 56611434
- WorldCat: E39PBJmdvKfKKXrBMhKR6tmWXd